# Aurel Gore
Aurel Gore (n. 1928 București, d. 1989 București) a fost un cunoscut violonist și lăutar român, de etnie romă. A fost fratele acordeonistului și solistului Victor Gore.

## Biografie
S-a născut în 1928 în București, fiind fiul lăutarului Gore Ionescu din Teiș, județul Dâmbovița.
În 1938 îcepe să învețe să cânte la cobză, fiind instruit de cobzarul Gheorghe Măslină „Vetoi” din Teiș, dar din 1940 renunță la aceasta în favoarea viorii, fiind îndrumat de tatăl său. 
Din 1945 începe să cânte ca vioară a doua în taraful tatălui său, în această perioadă perfecționându-și tehnica cu alți muzicanți din Târgoviște, dar și din Teiș sau București (notabili fiind Petrică „Gușă" Linte și Ion Puceanu).
În 1946 intră în taraful violonistului Vasile Chira, ca vioară a doua, din care mai făceau parte Gogu' Chira (țambal mic) și Grigore Măslină (cobză). În această perioadă compune primele sale piese instrumentale (câteva cântece de pahar și cântecul lăutăresc „Mariuță, Marioară”). Tot atunci revine în București, stabilindu-se în cartierul Dorobanți. Între timp se alătură și echipei de dansuri populare „Vasile Roaită”, unde colaborează cu coregraful Gheorghe Popescu-Județ.
Din 1950 începe să cânte la restaurantul „Buzoianu” împreuna cu Gheorghe Măslină, mutat și el recent în București.
Între 1950-1951 este înregistrat de către folcloriștii la Institutul de Folclor din București. Aici cântă în special melodii de joc și cântece de masă precum „Ceasornicul”, „Mocăncuța”, „Rustemul sucit”, „Ciocărlanul din Muscel”, „Ciocărlanul de la șez”, „Hora dreaptă”, „Hora de la Gheboieni”, „Botoșanca”, „Oița”, „Mărioara”, „Someșana”, „Alunelul de la Gorj”, „Săbărelul”, „Ca la Breaza”, „Brău pe șase” și altele.
În 1953 este angajat la Teatrul Muncitoresc CFR din Giulești, unde îl cunoaște pe Ilie Udilă, cu care începe să colaboreze. 
În 1957 își formează propriul taraf, alcătuit din fratele său Victor Gore (acordeon), Mitică „Ochi beliți” Ionescu (țambal), Costel Vasilescu (trompetă), Grigore Măslină „Vetoi” (cobză) și Costel Iordache (bas).
În 1960 înregistrează primul disc la casa de discuri Electrecord împreună cu fratele său, Victor Gore.
Au cântat și înregistrat cu taraful său nume importante ale muzicii lăutărești urbane, precum Romica Puceanu, Gabi Luncă, Dona Dumitru Siminică și Nicu Bela.

## Decesul
Moare în anul 1989 la București.

## Discografie
Înregistrările lui Aurel Gore au fost efectuate la Institutul de Etnografie și Folclor „Constantin Brăiloiu”, Societatea Română de Radiodifuziune și la casa de discuri Electrecord.

### DiscuriElectrecord
| An   | Număr de catalog                                            | Format                 | Piese | Acompaniament                                     |
| 1958 | EPA 2446                                                    | shellac, 25 cm, 78 RPM | Hora florăreselor Măriuță, Mărioară | Taraful fraților Gore                             |
| 1958 | EPA 2467                                                    | shellac, 25 cm, 78 RPM | Cântec de pahar din Dâmbovița | Taraful fraților Gore                             |
| 1958 | EPA 2484                                                    | shellac, 25 cm, 78 RPM | Chindia [Joc din Vlașca] Hora lui Gore Ionescu | Taraful Aurel Gore                                |
| 1959 | EPA 2696                                                    | shellac, 25 cm, 78 RPM | Brâul din Vadul Stanchii | Taraful Aurel Gore                                |
| 1961 | EPA 2984                                                    | shellac, 25 cm, 78 RPM | Hora din Rudari | Taraful fraților Gore                             |
| 1961 | EPA 2987                                                    | shellac, 25 cm, 78 RPM | Jitianca [Țigăneasca din Comarnic] | Taraful fraților Gore                             |
| 1961 | EPA 3022                                                    | shellac, 25 cm, 78 RPM | Rustemul sucit | Taraful Aurel Gore                                |
| 1965 | EPC 530                                                     | vinil, 17 cm, 33 ⅓ RPM | 3. Cântec de petrecere 4. Cântec oltenesc | Taraful fraților Gore La acordeon Victor Gore (4) |
| 1968 | EPC 10.028                                                  | vinil, 17 cm, 33 ⅓ RPM | 1. Horă din Budești 2. Cântec de codru 3. Hora lăutărească 4. Hora lui Băilă 5. Cântec de masă 6. Hora dinspre ziuă | Taraful Aurel Gore La acordeon Victor Gore        |
| 1977 | 45-STM-EPC 10.505                                           | vinil, 17 cm, 45 RPM   | 1. Cântec de petrecere 2. Horă 3. Cântec la masa mare 4. Horă lăutărească | Taraful Aurel Gore La acordeon Nicu Bela          |
| 2008 | EDC 863 Taraful fraților Gore Comori ale muzicii lăutărești | compact disc           | 1. Hora din Budești 3. Chindia (Joc din Vlașca) 5. Cântec de masă 6. Brâul din Vadul Stanchii 8. Horă lăutărească 11. Hora lui Băilă 13. Hora florăreselor 15. Cântec de codru 17. Măriuță, Mărioară 19. Rustemul sucit 21. Hora dinspre ziua 22. Cântec de pahar 24. Hora din Rudari 26. Cântec oltenesc 28. Țigănească din Comarnic 29. Cântec de masă | Taraful fraților Gore                             |

## ÎnregistrăriRadio România
| An      | Format          | Piese                       | Acompaniament                     |
| 1974(?) | bandă magnetică | Baladă                      | O.M.P.R., dirijor Victor Predescu |
| 1974(?) | bandă magnetică | Brâul pe șase               | O.M.P.R., dirijor Victor Predescu |
| 1974(?) | bandă magnetică | Cântec de dragoste oltenesc | O.M.P.R., dirijor Victor Predescu |
| 1974(?) | bandă magnetică | Cântec de petrecere         | O.M.P.R., dirijor Victor Predescu |
| 1974(?) | bandă magnetică | Hora lăutarului Gore        | O.M.P.R., dirijor Victor Predescu |
| 1974(?) | bandă magnetică | Mariuță, Marioară           | O.M.P.R., dirijor Victor Predescu |
| 1974(?) | bandă magnetică | Mocănuța (Joc)              | O.M.P.R., dirijor Victor Predescu |
| indisp. | bandă magnetică | Brâul din Vadul Stâncăi     | O.M.P.R.                          |
| indisp. | bandă magnetică | Cântec de dragoste          | O.M.P.R.                          |
| indisp. | bandă magnetică | Hora ca pe luncă            | O.M.P.R.                          |
| indisp. | bandă magnetică | Joc din Comarnic            | O.M.P.R.                          |
| indisp. | bandă magnetică | Sârba lui Bughea            | O.M.P.R.                          |

#### Articole biografice
- Cântecele și jocul național, articol publicat în cotidianul „Jurnalul Național” (14 mai 2007)
- ***: Suflet, strună, vioară, articol publicat în cotidianul „Jurnalul Național” (14 mai 2007)